# Iglesia de Nuestra Señora de la Asunción (Alcuéscar)
La iglesia de Nuestra Señora de la Asunción es un templo católico situado en la localidad española de Alcuéscar, en la provincia de Cáceres. 

## Historia y descripción
Está situada en el centro de la localidad y en uno de sus punto más elevados. Se estima que comenzó su construcción a finales del siglo XV durando la misma hasta el siglo XVII. Se la incluye en la órbita de Sancho de Cabrera debido a su similitud con otras obras de mitad del siglo XVI de la zona de Trujillo.
Tiene planta rectangular y consta de una nave dividida en cinco tramos, cubiertos con bóvedas con lunetas sobre arcos apuntados. Cuenta con una capilla mayor, con bóveda de crucería con combados; la capilla del Sagrario, a la izquierda de la capilla Mayor, y la capilla Bautismal, a la izquierda del segundo tramo, estas dos últimos de planta cuadrada y con bóvedas de terceletes. 
Externamente la construcción inicial, de mampostería, está recubierta de cantería, a excepción de la capilla mayor. Consta de dos portadas levantadas en épocas diferentes. La más primitiva es la occidental, con arco de medio punto tendente a la herradura, enmarcado por un alfiz con bolas, y la del sur, de estilo manierista, está ornamentada con elementos florales, motivos en forma de C y elementos antropomorfos. La puerta está adintelada y la corona un frontón abierto que incluye la cruz de la Orden de Santiago a la que perteneció el municipio.